# Viškovo
Viškovo es un municipio de Croacia en el condado de Primorje-Gorski Kotar.

## Geografía
Se encuentra a una altitud de 332 m s. n. m. a 171 km de la capital nacional, Zagreb.

## Demografía
En el censo 2011 el total de población del municipio fue de 14445 habitantes, distribuidos en las siguientes localidades:
- Kosi -  808
- Marčelji - 2 148
- Marinići -  3 894
- Mladenići -  1 254
- Saršoni -  1 532
- Sroki -  1 541
- Viškovo - 3 068

| Gráfica de población de Viškovo 1857-2011                           |
|                                                                     |
| Según los censos de población de la oficina estadística de Croacia. |